# Kostas Bakojanis
Kostas Bakojanis, gr. Κώστας Μπακογιάννης (ur. 16 marca 1978 w Atenach) – grecki polityk i samorządowiec, w latach 2014–2019 gubernator regionu Grecja Środkowa, od 2019 do 2023 burmistrz Aten.

## Życiorys
Pochodzi z rodziny aktywnych działaczy Nowej Demokracji. Wnuk Konstandinosa Mitsotakisa, na początku lat 90. premiera Grecji. Jego matka Dora Bakojani była burmistrzem Aten i ministrem spraw zagranicznych. Jego ojciec Pawlos Bakojanis zasiadał w parlamencie, został zamordowany w 1989 przez terrorystów z Organizacji Rewolucyjnej 17 listopada. Brat matki Kiriakos Mitsotakis obejmował funkcje przewodniczącego Nowej Demokracji i premiera Grecji.
Kostas Bakojanis kształcił się w Stanach Zjednoczonych, studiował historię i stosunki międzynarodowe na Brown University. Następnie odbył studia podyplomowe ze specjalizacją w zakresie makroekonomii w John F. Kennedy School of Government na Uniwersytecie Harvarda. Podjął też studia doktoranckie na Uniwersytecie Oksfordzkim. Pracował w resorcie spraw zagranicznych oraz w Banku Światowym w Kosowie, był też doradcą w Parlamencie Europejskim. Pracował również w sektorze prywatnym jako konsultant biznesowy i na stanowiskach menedżerskich.
W 2010 wygrał wybory na urząd burmistrza miejscowości Karpenisi. Kandydował jako niezależny, Nowa Demokracja nie wystawiła jednak przeciwko niemu konkurenta. W 2014 został wybrany na gubernatora regionu Grecja Środkowa. W 2019 jako kandydat ND wygrał natomiast wybory na burmistrza Aten – w drugiej turze poparło go ponad 65% głosujących. W 2023 nie uzyskał reelekcji. W lutym 2025 roku wybrano go na przewodniczącego Komisji Środowiska, Klimatu i Energii (ENVE) Europejskiego Komitetu Regionów.